# Syców
Syców (pronúncia ['sɨʦuf]; em alemão Groß-Wartenberg) é um município da Polônia, na voivodia da Baixa Silésia e no condado de Oleśnica. Estende-se por uma área de 17,05 km², com 10 460 habitantes, segundo os censos de 2017, com uma densidade de 613,5 hab/km².